# O Tempo É Meu Amigo
"O Tempo É Meu Amigo" é um CD single de inéditos da banda portuguesa de rock UHF. Editado em 23 de março de 2009 pela AM.RA Discos, com distribuição da Sony Music.
Trata-se do single extra incorporado no pacote da primeira edição do álbum de vídeo Absolutamente Ao Vivo (2009), não estando disponível para venda individual. Esse álbum recuperou o concerto no Coliseu dos Recreios, em Lisboa, em setembro de 2006 e, como o título confere, é a reprodução fiel de tudo o que aconteceu no palco. A canção foi selecionada para integrar a banda sonora da telenovela Deixa Que Te Leve, exibida nesse ano de 2009.

## Lista de faixas
O single disco compacto é composto por uma faixa em versão padrão e outra em edição rádio, da autoria de António Manuel Ribeiro.
| CD single      |                                    |                    |         |  |
| N.º            | Título                             | Compositor(es)     | Duração |  |
| 1.             | "O Tempo é Meu Amigo (radio edit)" | António M. Ribeiro | 4:06    |  |
| 2.             | "O Tempo é Meu Amigo"              | António M. Ribeiro | 4:57    |  |
| Duração total: | Duração total:                     | Duração total:     | 8:63    |  |

## Membros da banda
- António Manuel Ribeiro (vocal)
- António Côrte-Real (guitarra elétrica e acústica)
- Luís 'Cebola' Simões (baixo e vocal de apoio)
- Fernando Rodrigues (piano, sintetizador e pandeireta
- Ivan Cristiano (bateria e vocal de apoio)